# 岡裕美
岡裕美（おか ひろみ）は日本のキャスター。大阪府豊中市出身。

## 来歴
2014年にNHK高松放送局のキャスターとなりゆう6かがわを担当。2017年よりNHK広島放送局でお好みワイドひろしまを担当した。2020年度よりNHK BSニュースの担当となる。

## 人物
座右の銘は「この一球は絶対無二の一球なり」。テニス漫画「エースをねらえ!」の主人公”岡ひろみ”と同名なことから。
同漫画のコーチ・宗方仁がひろみに送った言葉であり、テニスに限らず人生にも通じるこの言葉を、同じ「岡ひろみ」としていつも胸に留めているとのこと。

## 担当番組

### 過去
NHK高松放送局
- ゆう6かがわ

NHK広島放送局
- お好みワイドひろしま

NHK東京アナウンス室
- おはよう日本特集
  - 「地域発 あなたの街の春だより」- キャスター（2022年5月4日）
  - 「地域発 あなたの街の夏だより」- キャスター（2022年8月11日）

- NHK BSニュース（BS1・BS4K、2020年4月 - 2023年3月24日）